# Notophyllum sagamianum
Notophyllum sagamianum är en ringmaskart som beskrevs av Izuka 1912. Notophyllum sagamianum ingår i släktet Notophyllum och familjen Phyllodocidae. Inga underarter finns listade i Catalogue of Life.